# Bulgăreni, Harghita
Bulgăreni (maghiară Bogárfalva) este un sat în comuna Lupeni din județul Harghita, Transilvania, România.

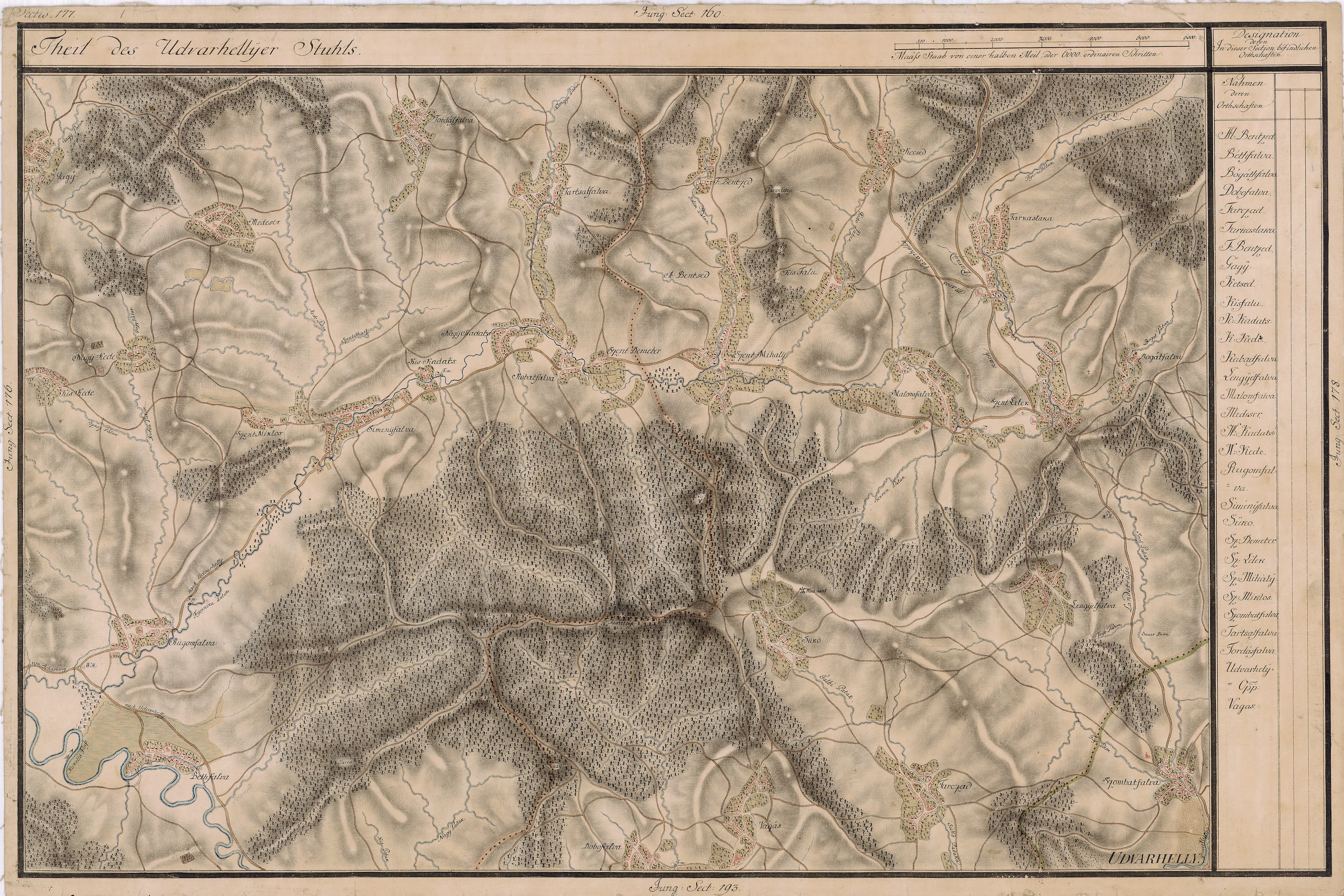
Bulgăreni în Harta Iosefină a Transilvaniei, 1769-73

## Imagini

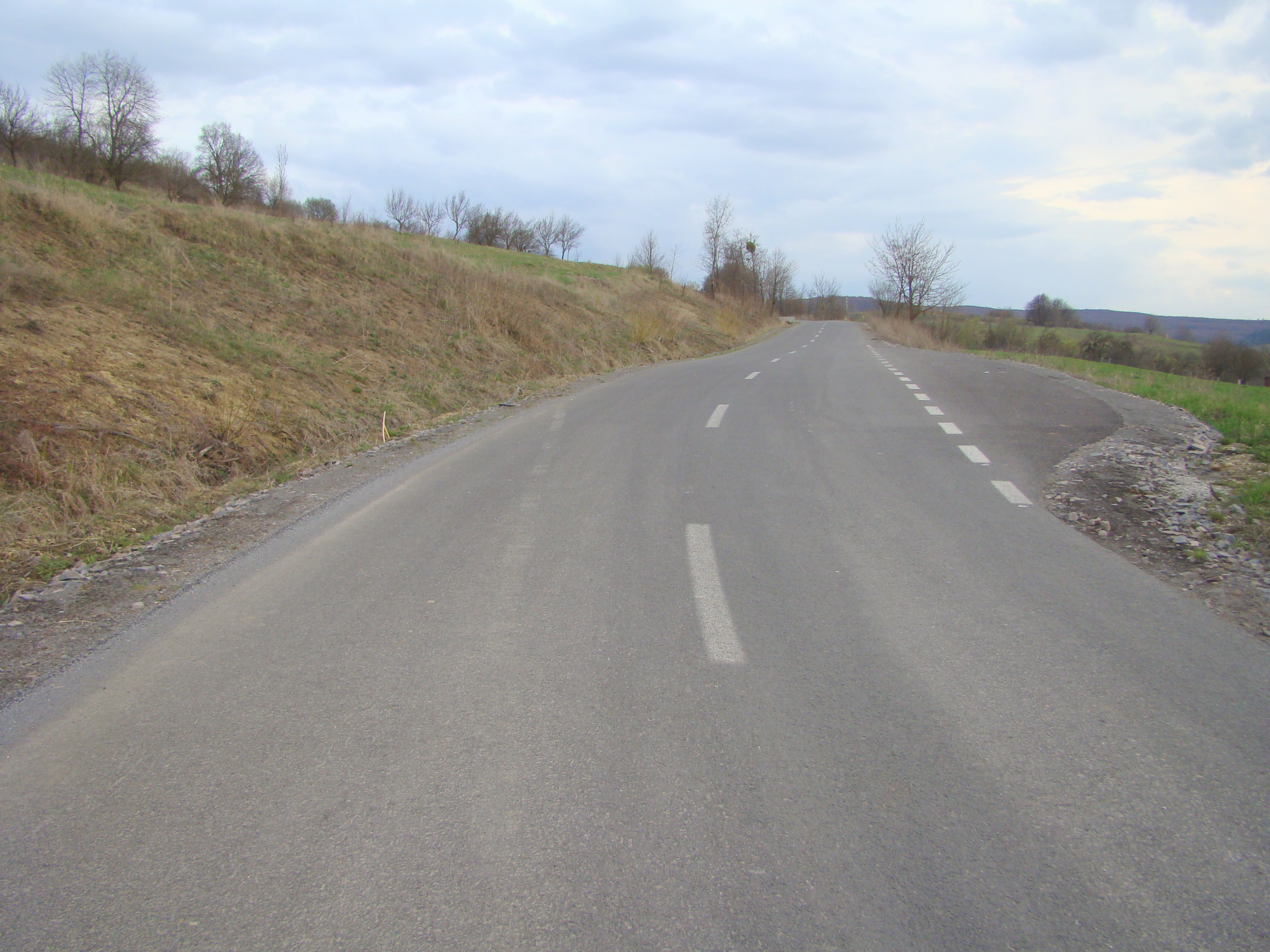
Drumul comunal spre Bulgăreni
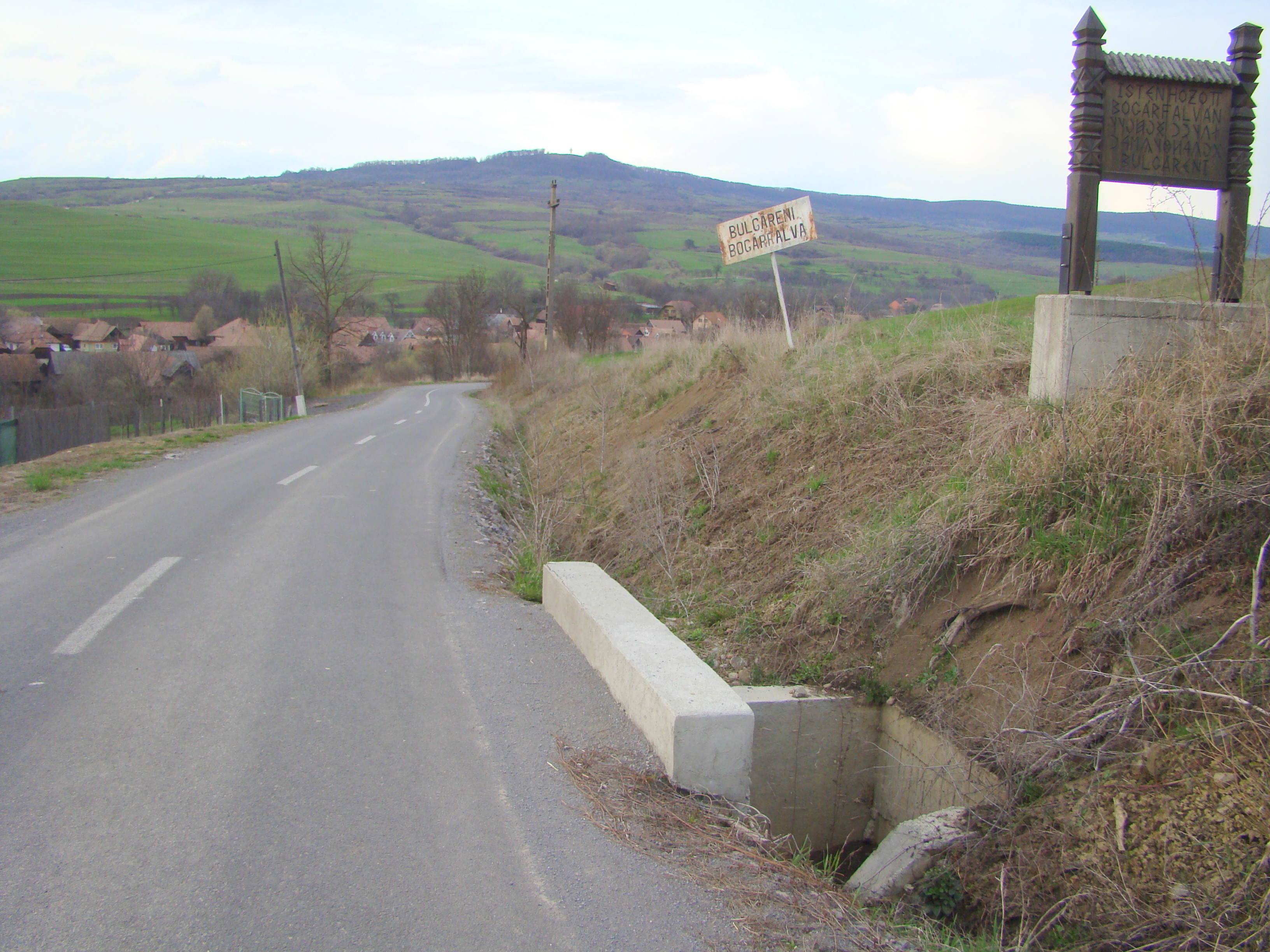
Intrarea în localitate
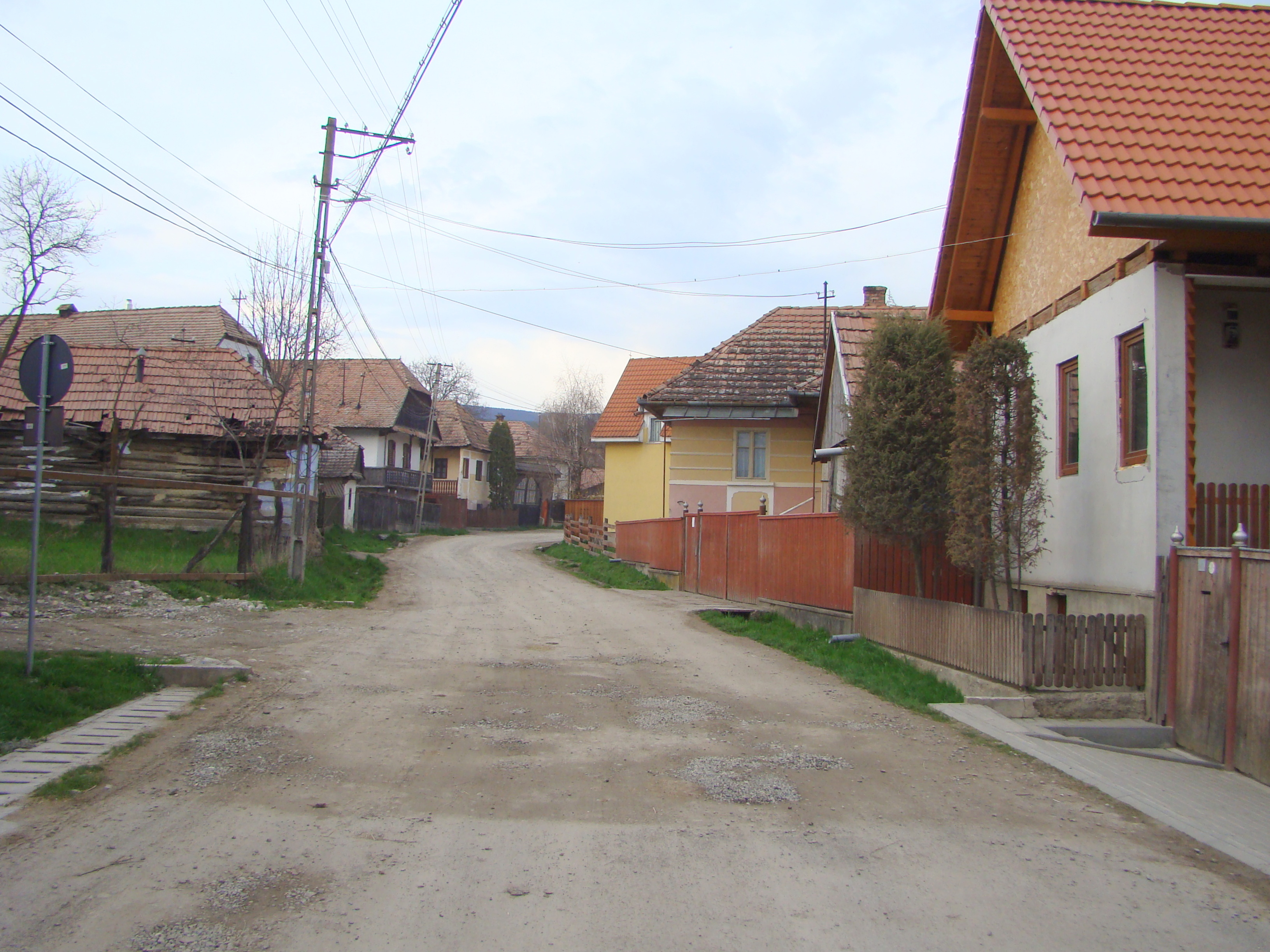
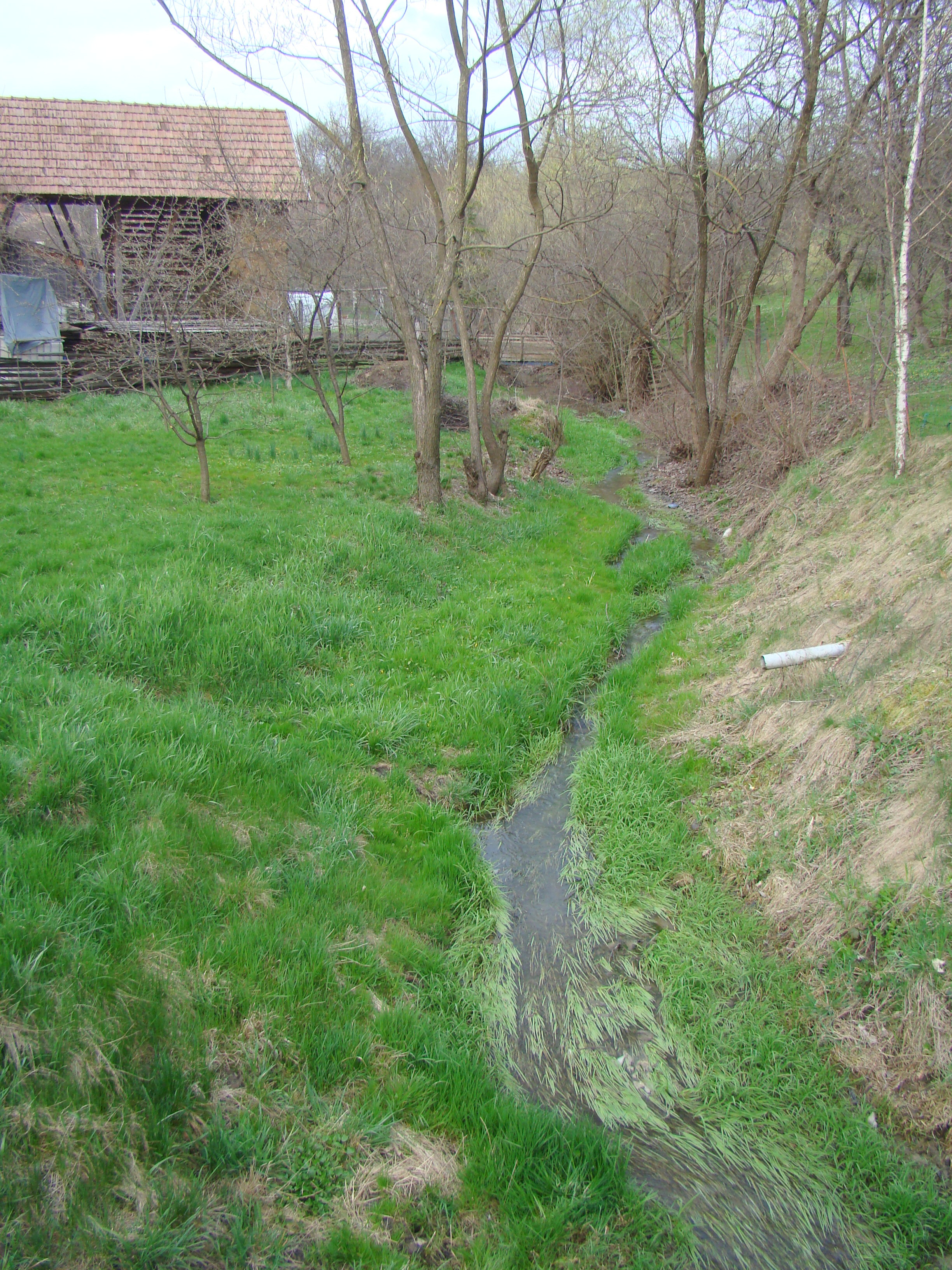
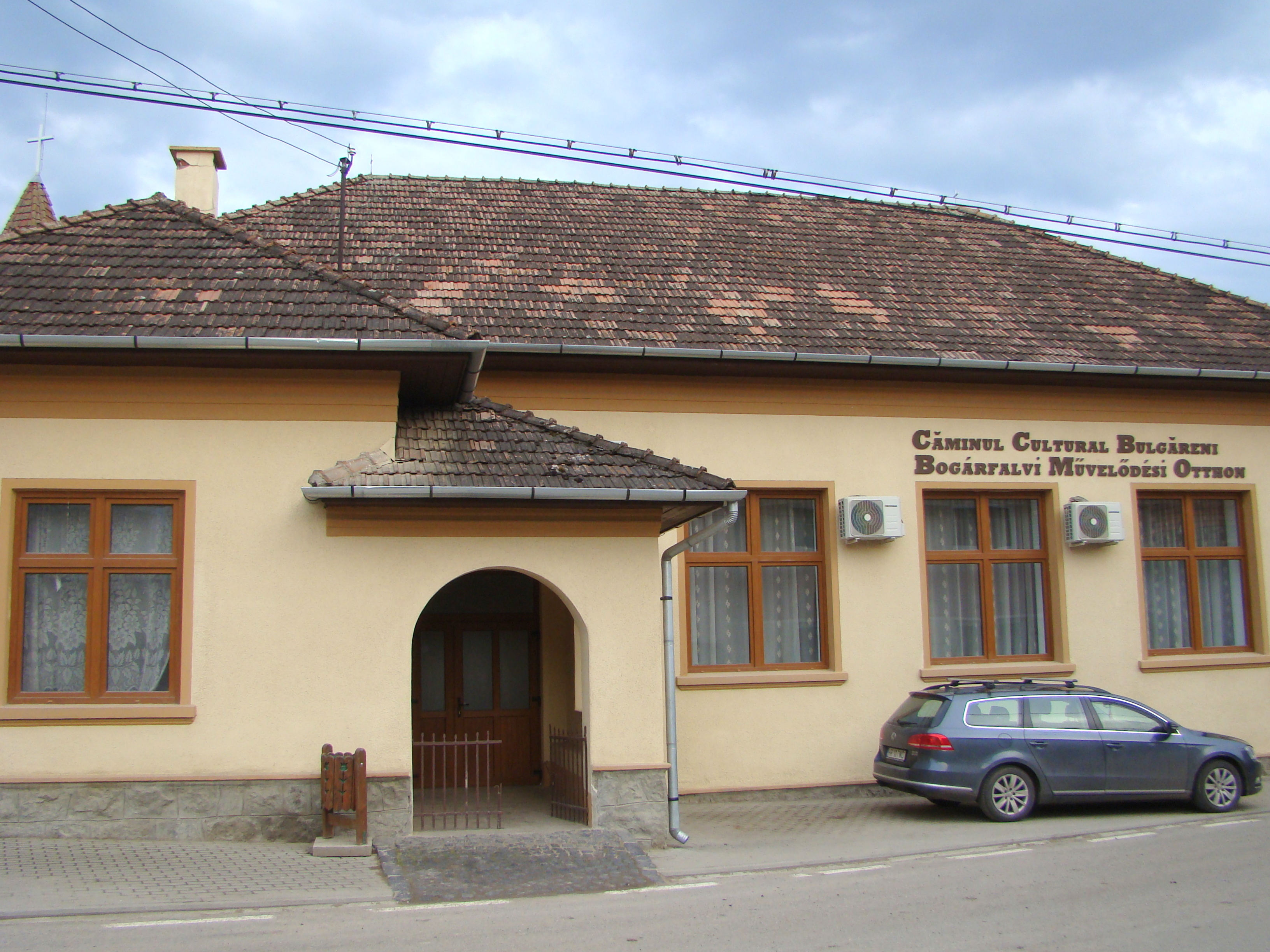
Căminul cultural
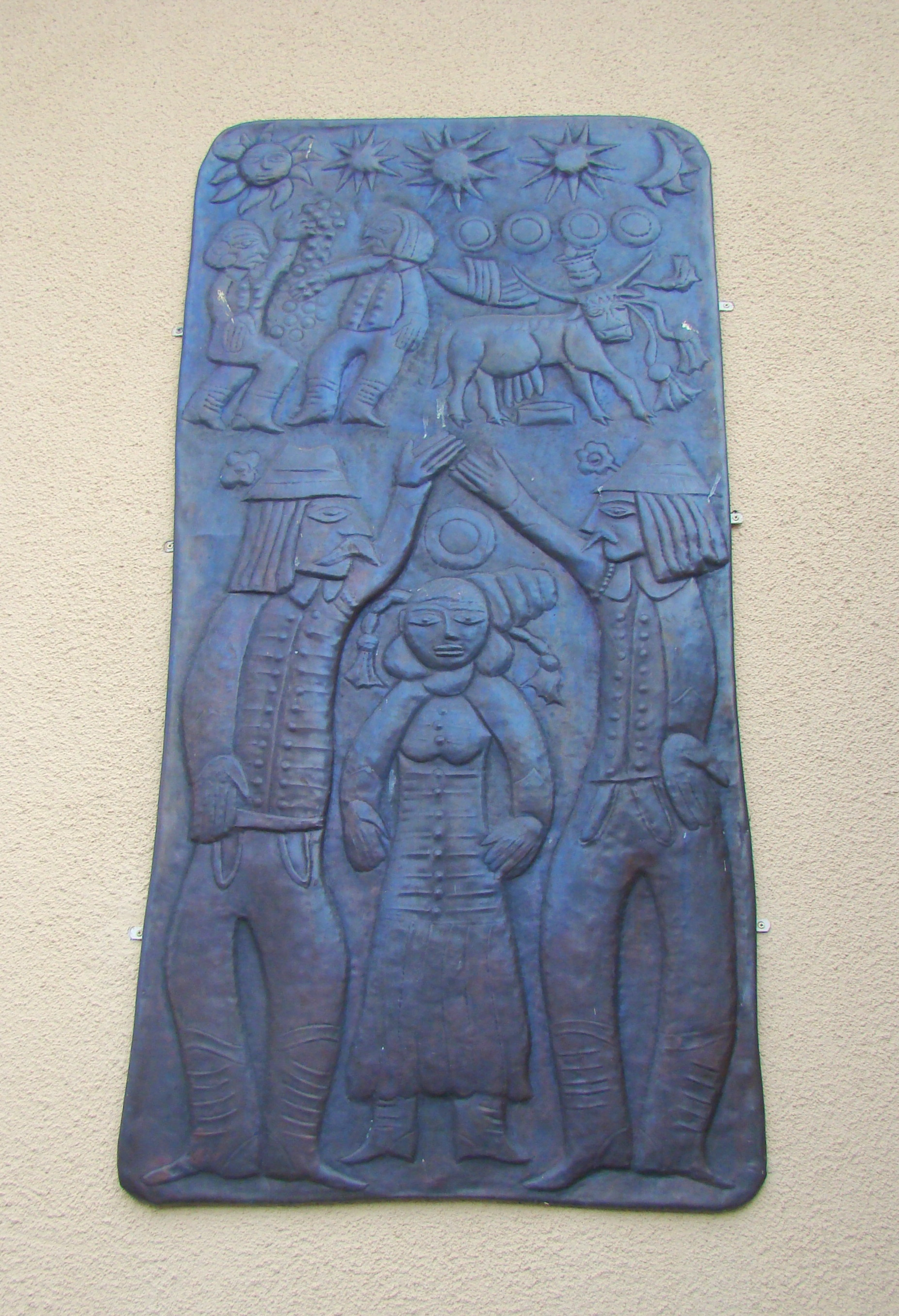
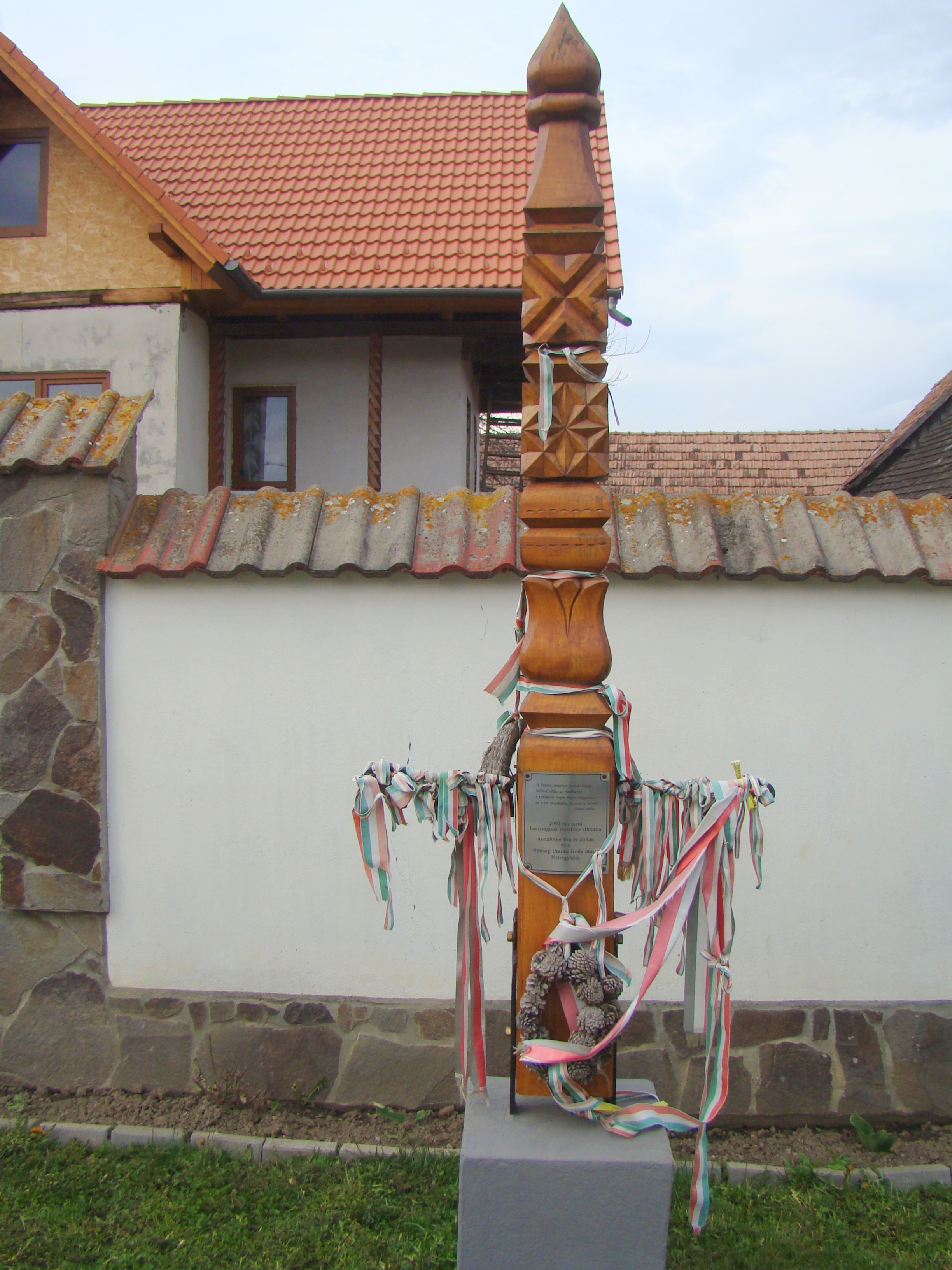
Kopjafa
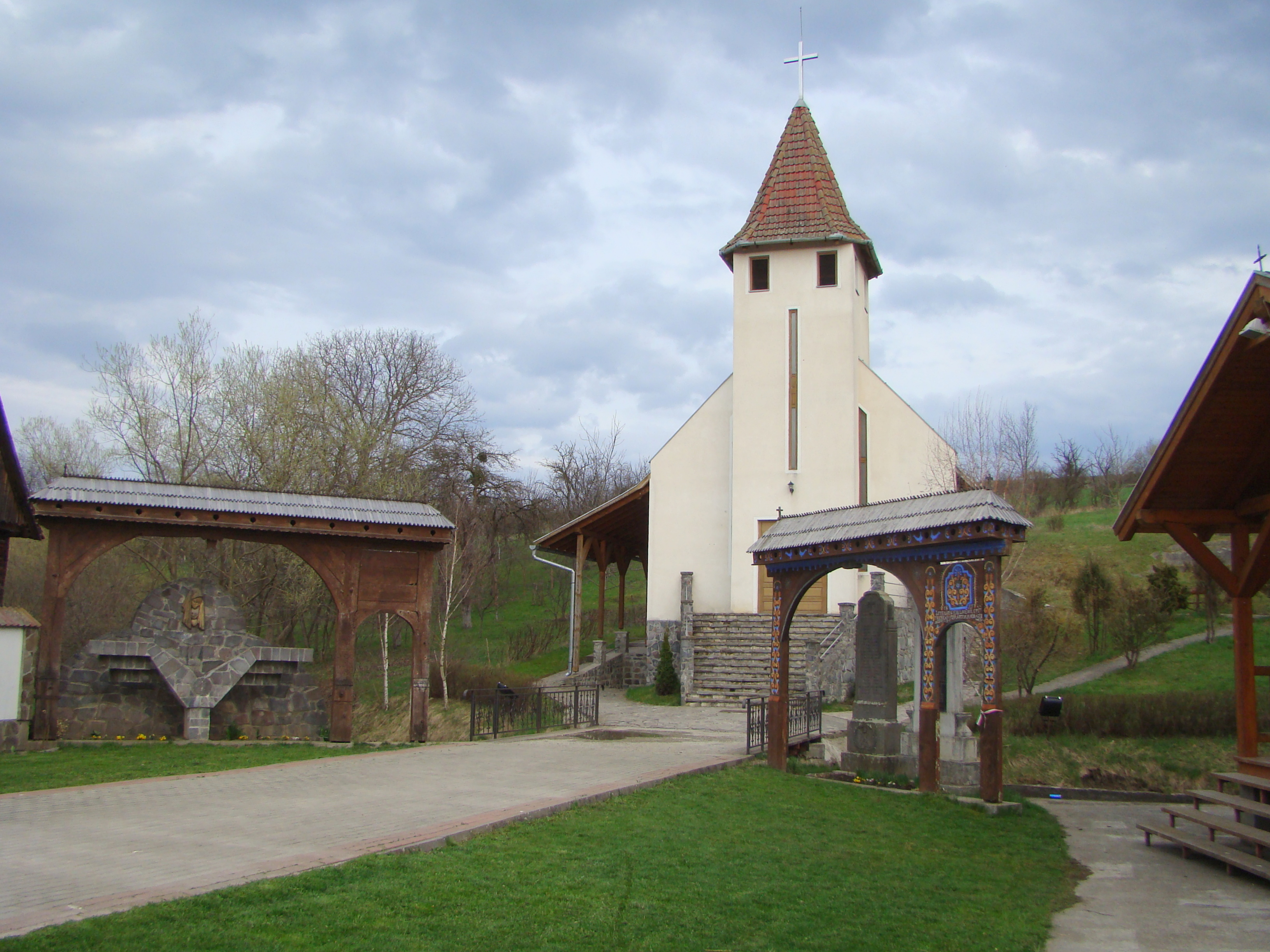
Ansamblul bisericii romano-catolice
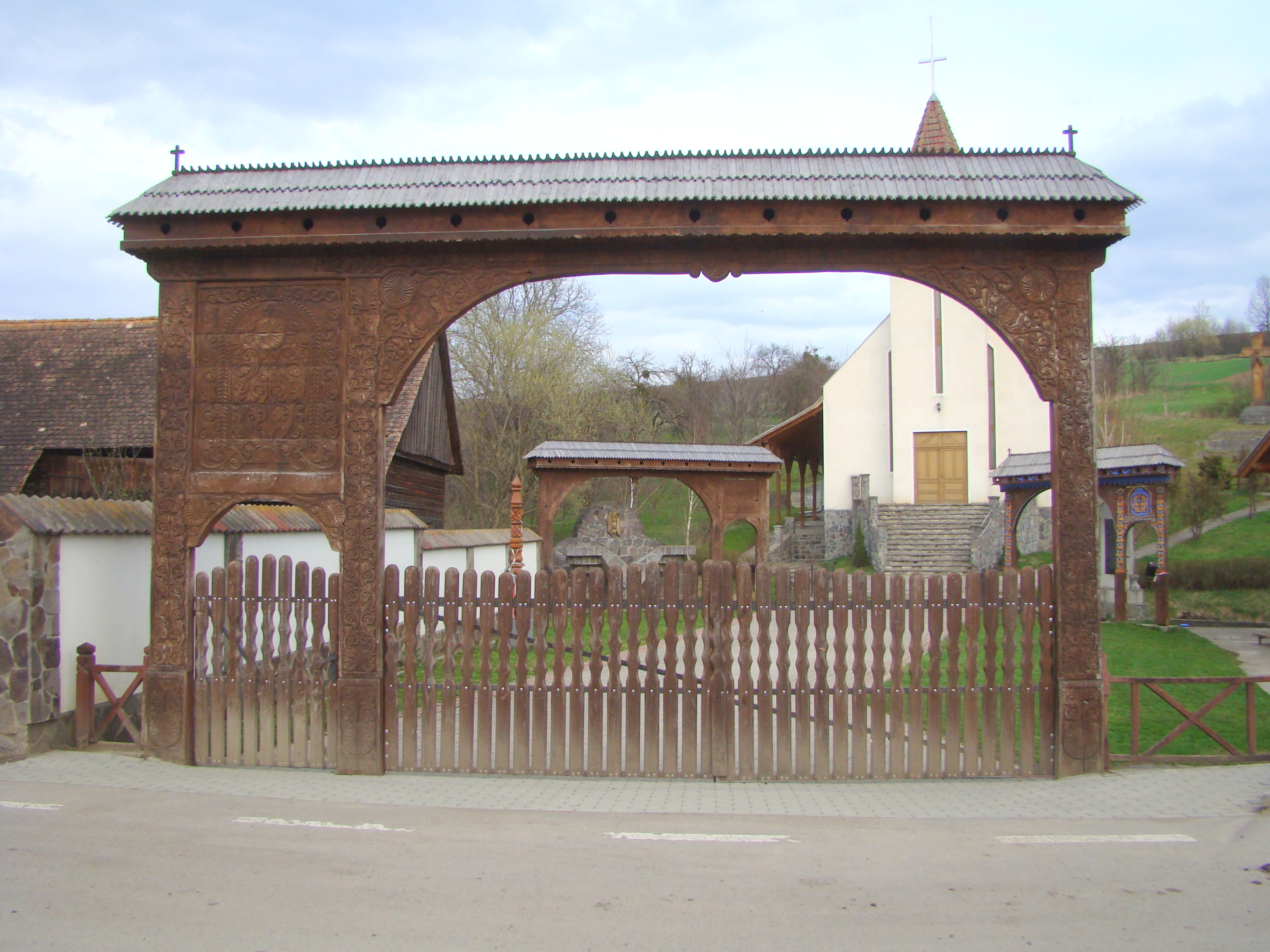
Poarta de lemn
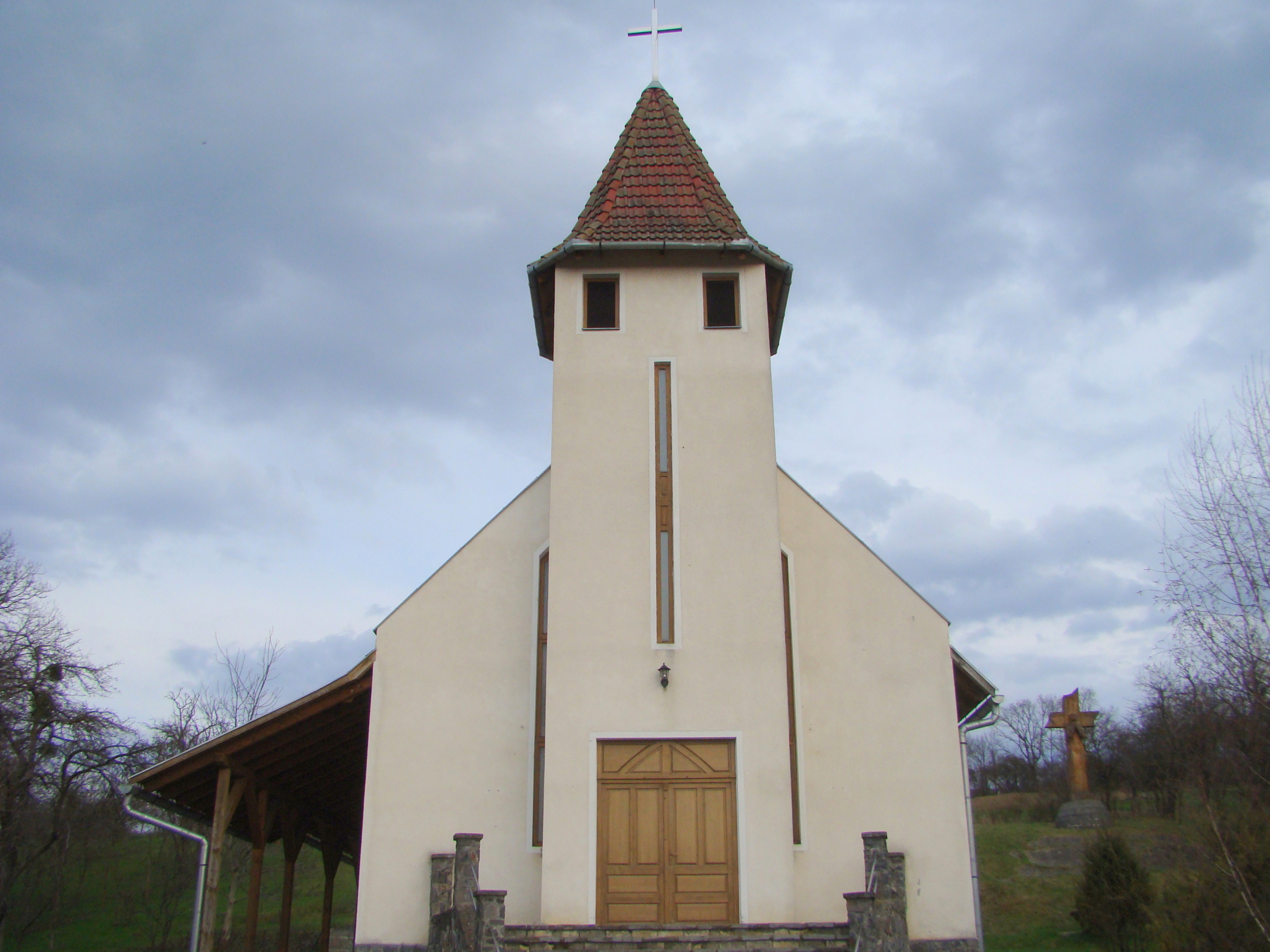
Biserica
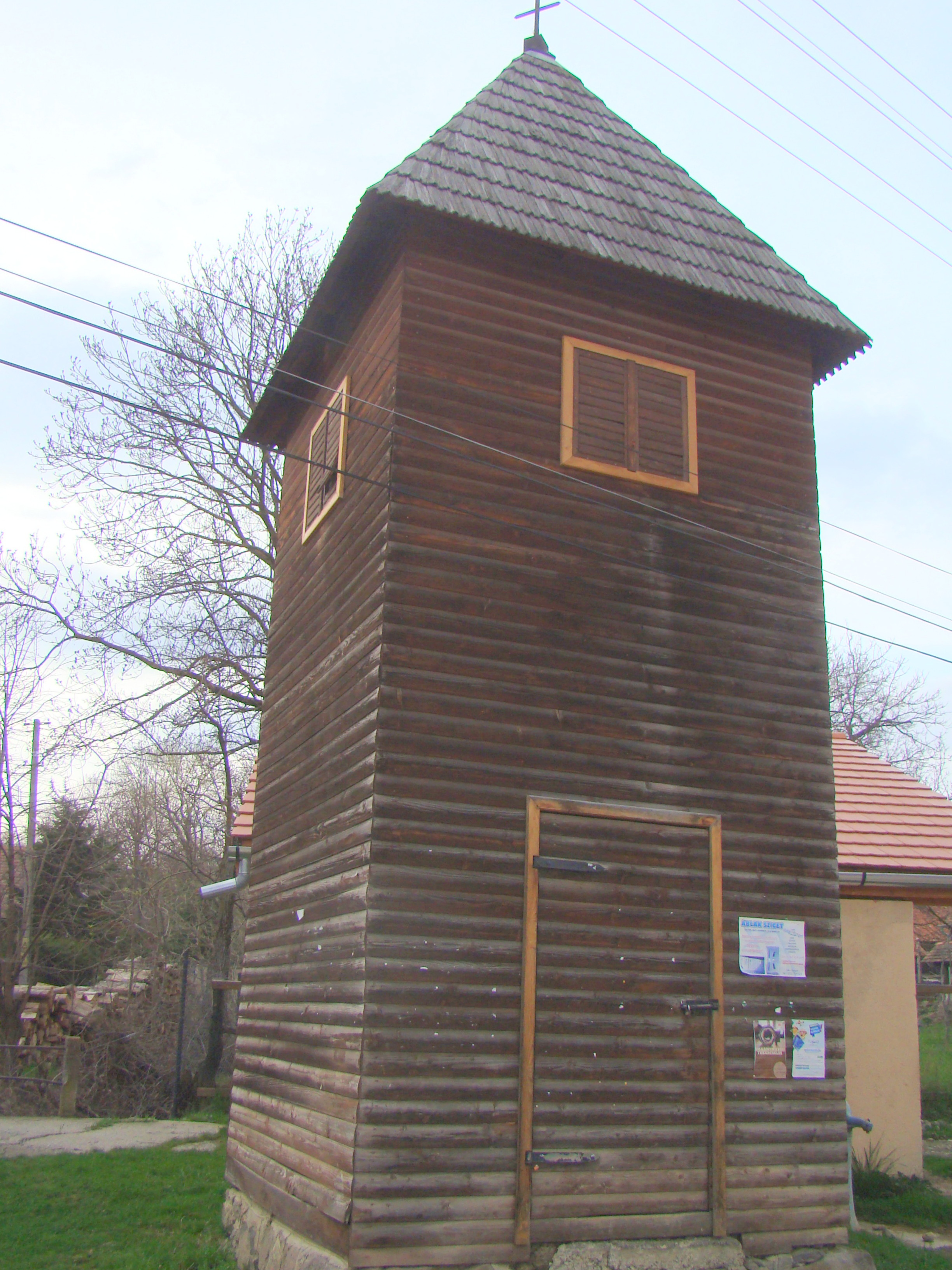
Clopotnița
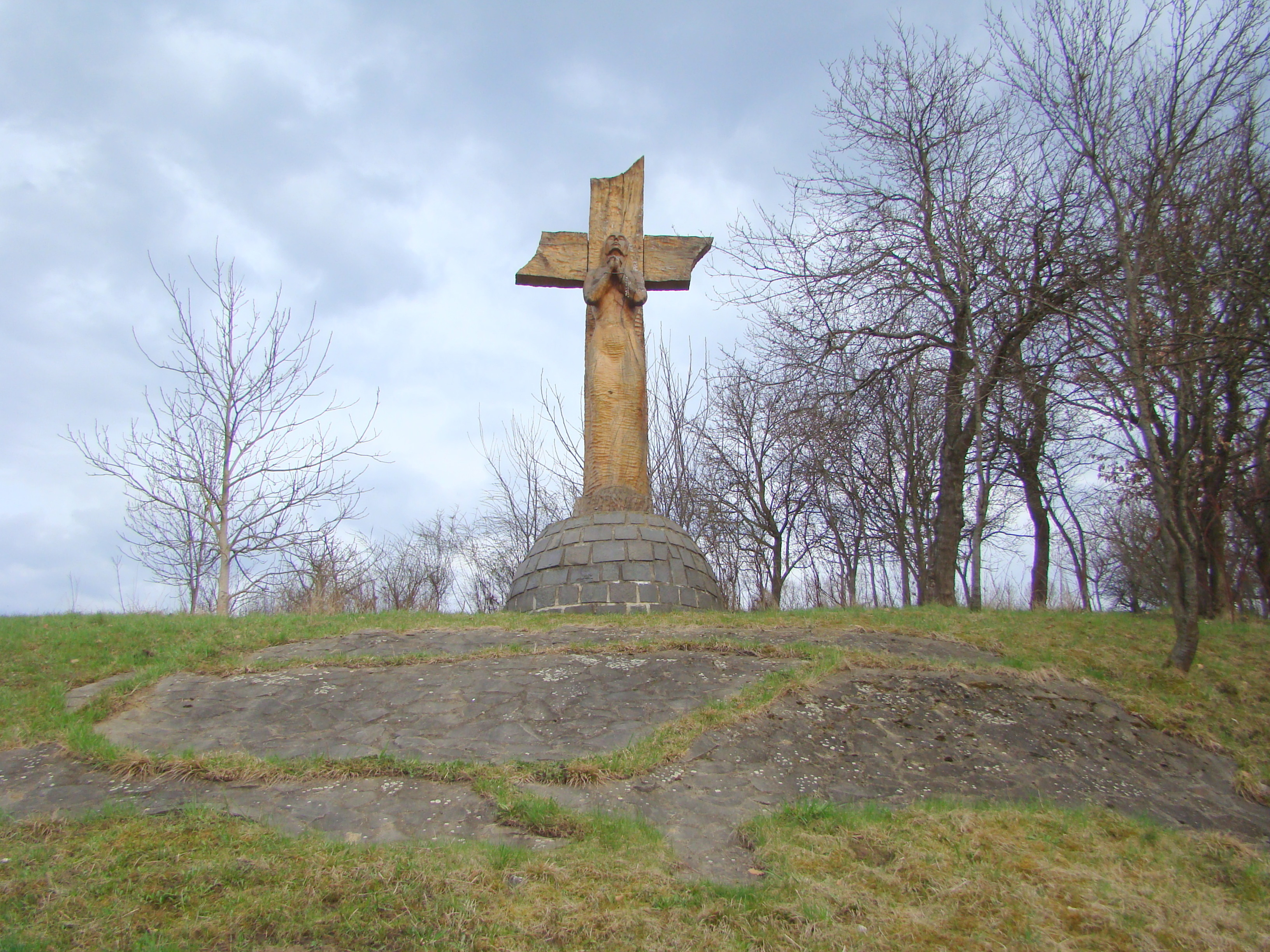
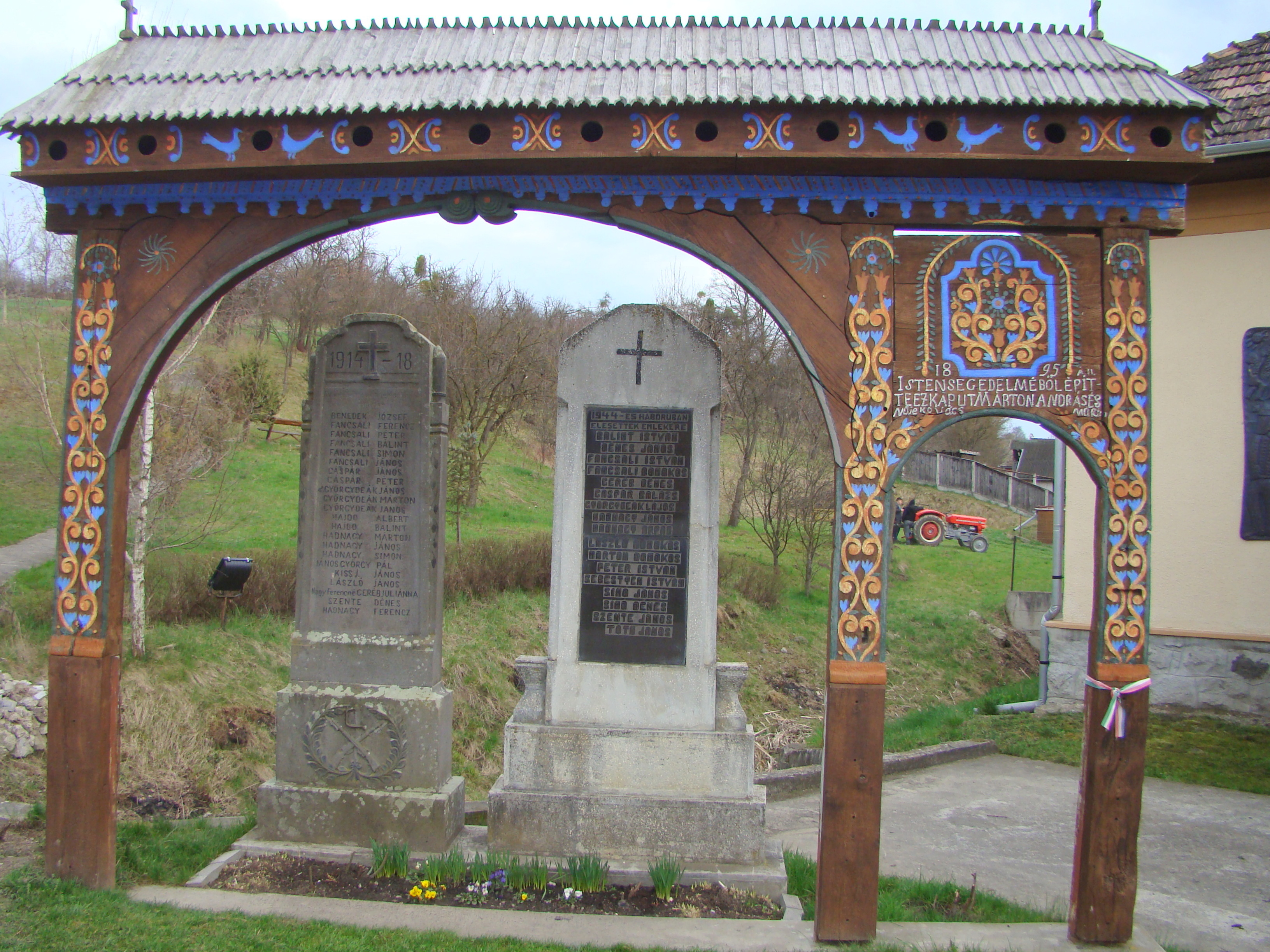
Monumentul eroilor
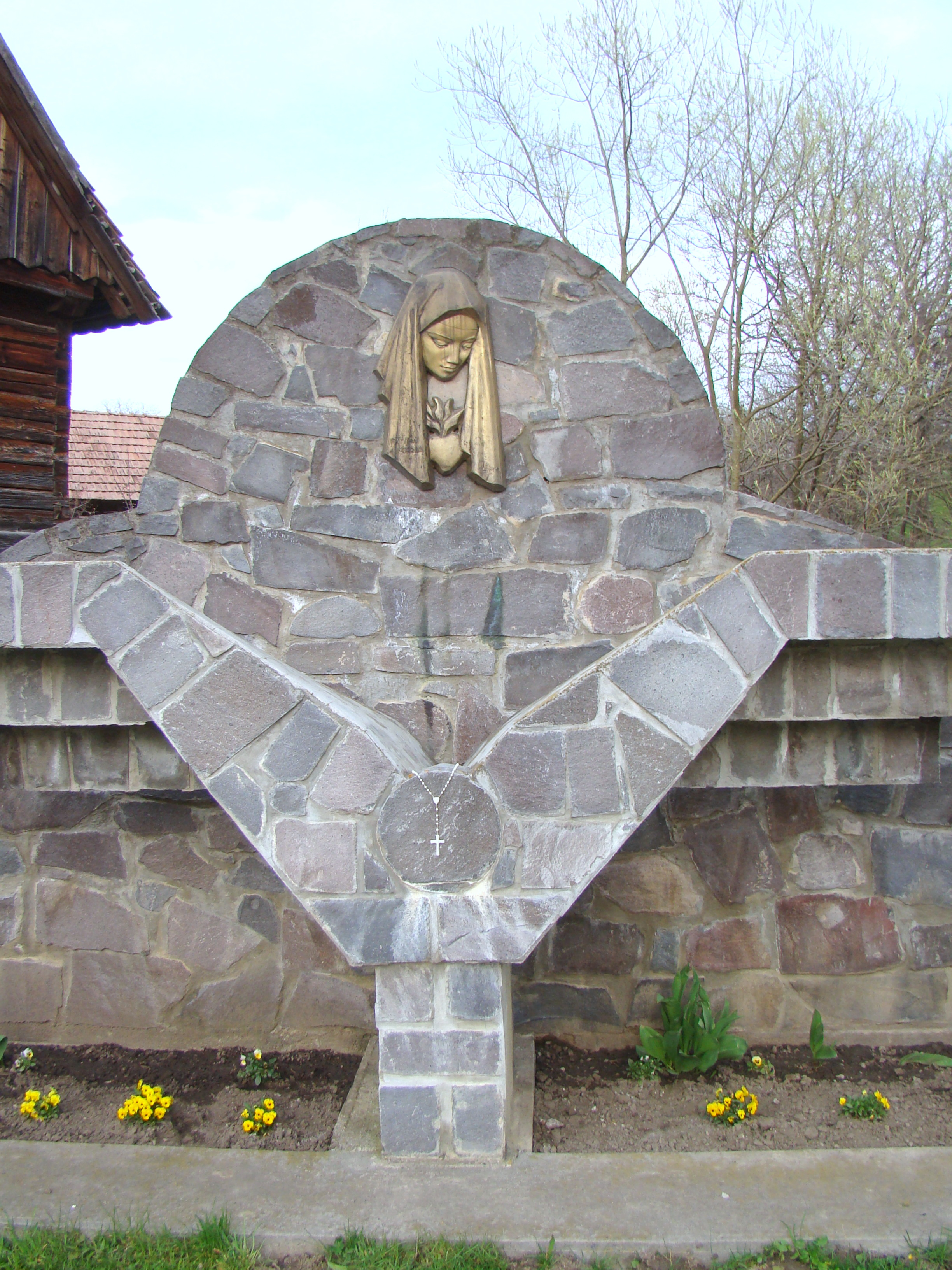

 Acest articol despre o localitate din județul Harghita este deocamdată un ciot. Puteți ajuta Wikipedia prin completarea lui.